# Pas de Lona
Der Pas de Lona ist ein 2787 m hoher Saumpass zwischen den Gemeinden  Evolène im Val d’Hérens und Grimentz im Val d’Anniviers im Kanton Wallis, Schweiz. Nördlich der Passhöhe liegt die Berghütte Cabane des Becs de Bosson. 
Den Pass erreicht man von Grimentz aus über zwei Wege. Der erste Weg, der nur für Wanderer geeignet ist, führt über die Bergstation Bendolla, der Flanke des Pointe de Lona entlang zur  Hochebene von Lona mit dem Lac de Lona. Der zweite Weg, der auch bei Mountainbikefahrern  sehr beliebt ist, führt über die Staumauer des Lac de Moiry und der Basset de Lona auf die Hochebene von Lona.
Aus dem Val d’Hérens führen Wege von Evolène und Saint-Martin auf den Pass.